# Leberskirchen
Leberskirchen ist ein Gemeindeteil der Gemeinde Schalkham im niederbayerischen Landkreis Landshut.

## Geographie
Das Pfarrdorf liegt zwei Kilometer westlich des Kernortes Schalkham an der Großen Vils.

## Geschichte
Ein Eckart von Leubrantschirchen (Leberskirchen) wird urkundlich 1295 als bedeutender Gefolgsmann des Bischofs Heinrich von Regensburg erwähnt. Das 1521 ausgestorbene Ortsadelsgeschlechts der Leberskircher, das sich nach ihrem Stammsitz Leberskirchen nannte, war historisch für das gesamte Gemeindegebiet von Schalkham von großer Bedeutung. Seit dem Hochmittelalter waren sie im Raum an der Vils reich begütert.
Die katholische Kirche St. Rupert mit Mauer ist eine spätgotische Saalkirche aus der zweiten Hälfte des 15. Jahrhunderts, die auf romanischen Vorgängerbauten errichtet wurde. Leberskirchen kam bei der Gemeindebildung in Bayern 1818 zur Gemeinde Schalkham.

## Denkmalschutz
Die Kirche sowie einige weitere Gebäude in Leberskirchen stehen unter Denkmalschutz.